# Mowgli's Road
Mowgli's Road è un singolo della cantante inglese Marina and the Diamonds pubblicato il 19 novembre 2008 dall'etichetta discografica Neon Gold Records, in seguito incluso nell'album The Family Jewels. 

## Il disco
Il brano Mowgli's Road è stato originariamente pubblicato come doppio lato A con il singolo Obsessions. Il 16 novembre 2009 viene pubblicato come primo singolo estratto dall'album The Family Jewels. Successivamente viene pubblicato il singolo accompagnato da una cover intitolata Space and Woods.
Il titolo della canzone è un riferimento a Mowgli, personaggio de Il libro della Giungla, scritto da Rudyard Kipling.

## Tracce
Vinile
1. Mowgli's Road (Radio Edit) – 3:05
2. Space and the Woods – 2:49 – originariamente interpretato da Late of the Pier

## Classifiche
| Classifica (2010) | Posizione massima |
| ----------------- | ----------------- |
| Regno Unito       | 147               |
| Giappone          | 24                |